# Воронцово (Курська область)
Воронцово (рос. Воронцово) — присілок в Курському районі Курської області Російської Федерації.
Населення становить 224 особи. Входить до складу муніципального утворення Бесідинська сільрада.

## Історія
Населений пункт розташований на території українського етнічного та культурного краю Східна Слобожанщина.
Від 2004 року входить до складу муніципального утворення Бесідинська сільрада.

## Населення
| 2002 | 2010 |
| ---- | ---- |
| 254  | ↘224 |